# مركز النقل المتكامل
مركز النقل المتكامل (ITC) (حاليا أبو ظبي للتنقل) هي إحدى هيئات دائرة البلديات والنقل في إمارة أبوظبي في الإمارات العربية المتحدة. وهي الهيئة المكلفة بالإشراف على عمليات النقل العام وإدارة أماكن وقوف السيارات إلى جانب التعامل مع مجموعة من المهام الأخرى ذات الصلة مثل الإشراف على مراكز مراقبة المرور والمرافق اللوجستية للنقل السطحي للبضائع. تم تأسيسها في نوفمبر 2016 من قبل حاكم أبوظبي آنذاك الشيخ خليفة.

## المهام
تولى إدارة جميع الأنشطة البرية، الجوية، والبحرية، بما في ذلك تراخيص السائقين والمركبات. يشكّل المركز تحولاً نوعياً في قطاع النقل ويؤكد التزامه بإنشاء منظومة نقل صديقة للبيئة وذكية ومستدامة، باستخدام التقنيات الحديثة وأفكار الاستدامة لتلبية احتياجات النمو السكاني ومتطلبات الحياة العصرية.
يقوم مركز النقل المتكامل بعدد من المشاريع منها: توسيع أسطول الحافلات، وشبكة ممرات الدراجات الهوائية. كما يعمل المركز على كهربة الحافلات، وإطلاق مركبات أجرة مائية، وإدخال الترام وأنظمة النقل الجماعي، ضمن خطط استراتيجية لتعزيز جودة الحياة، ودعم الاقتصاد، وترسيخ مكانة الإمارة كوجهة رائدة للعيش والعمل والاستثمار.

## مبادرات الذكاء الاصطناعي في النقل والمواصلات
أطلق مركز النقل المتكامل بإمارة أبوظبي مبادرتين  بالتعاون مع غوغل (Google) بهدف تعزيز الذكاء الاصطناعي في مجال استدامة النقل والمواصلات.وهما مشروع "غرين لايت"، الذي يعمل على جمع بيانات مرورية عند التقاطعات وتحليلها  لتحسين كفاءة عمل إشارات المرور في الإمارة و الحد من الازدحام وبالتالي التقليل من انبعاثات ثاني اكسيد الكربون.
والمبادرة الثانية تستخدم  "منصة غوغل للذكاء الاصطناعي" لتحليل البيانات الناتجة من منظومة خرائط غوغل (Google Maps) لتوقعات حركة المرور والازدحامات المتوقعة ووضع الخطط  للتقليل من تلك الازدحامات.

## الجوائز
- حصد مركز النقل المتكامل  جائزة الابتكار في الاستدامة لعام 2024 عن "برنامج الحافلات الخضراء" في قطاع النقل العام عن فئة "جائزة إطلاق العام للحافلة الكهربائية المستدامة".[6]
- فاز مركز النقل المتكامل بـجائزتين عالميتين ضمن جوائز التميُّز في الأعمال العالمية 2023،  عن فئتي «حملة مواقع التواصل الاجتماعي المتميزة» لإدارة الشؤون الإعلامية، و«فريق المالية المتميز»[7][8]
- فاز مركز النقل المتكامل بـ 13 جائزة ضمن فئات جوائز ستيفي الشرق الأوسط وشمال أفريقيا التي تسلط الضوء على الابتكار في الإنجازات المهنية المتنوعة[9]

## انظر ايضا
- بطاقة حافلات الإلكترونية
- خدمة حافلات أبوظبي
- هيئة الطرق والمواصلات (دبي)

- ترام دبي
- مترو دبي
- بطاقة نول
- سالك
- النقل في دبي

## روابط خارجية
- الموقع الرسمي